# Kombinacja norweska na Zimowych Igrzyskach Olimpijskich 2006
Kombinacja norweska na Zimowych Igrzyskach Olimpijskich 2006 odbyła się w dniach 11 – 21 lutego 2006 roku w Pragelato i na skoczni Stadio del Trampolino. Zawodnicy rywalizowali w trzech konkurencjach: sprint (skoki na dużej skoczni/bieg na 7,5 km), zawody metodą Gundersena (skoki na normalnej skoczni/bieg na 15 km) oraz konkurencja drużynowa (skoki na dużej skoczni/sztafeta 4x5km). W kombinacji norweskiej na XX IO startowali tylko mężczyźni, ponieważ konkurencje kobiece nie były częścią programu olimpijskiego.

## Wyniki

### Sprint
| Miejsce | Zawodnik            | Reprezentacja | Czas    | Strata |
| ------- | ------------------- | ------------- | ------- | ------ |
| 1       | Felix Gottwald      | Austria       | 18:29,0 | –      |
| 2       | Magnus Moan         | Norwegia      | 18:34,4 | + 5,4  |
| 3       | Georg Hettich       | Niemcy        | 18:38,6 | + 9,6  |
| 4       | Jason Lamy Chappuis | Francja       | 18:51,5 | + 22,5 |
| 5       | Jaakko Tallus       | Finlandia     | 18:58,1 | + 29,1 |
| 6       | Petter Tande        | Norwegia      | 18:59,1 | + 30,1 |
| 7       | Björn Kircheisen    | Niemcy        | 18:05,7 | + 36,7 |
| 8       | Ronny Ackermann     | Niemcy        | 18:07,7 | + 38,7 |

### Gundersen
| Miejsce | Zawodnik          | Reprezentacja     | Czas    | Strata   |
| ------- | ----------------- | ----------------- | ------- | -------- |
| 1       | Georg Hettich     | Niemcy            | 39:44,6 | –        |
| 2       | Felix Gottwald    | Austria           | 39:54,4 | + 9,8    |
| 3       | Magnus Moan       | Norwegia          | 40:00,8 | + 16,2   |
| 4       | Petter Tande      | Norwegia          | 40:00,9 | + 16,3   |
| 5       | Jaakko Tallus     | Finlandia         | 40:01,9 | + 17,3   |
| 6       | Sebastian Haseney | Niemcy            | 40:35,7 | + 51,1   |
| 7       | Björn Kircheisen  | Niemcy            | 40:55,1 | + 1:10,5 |
| 8       | Todd Lodwick      | Stany Zjednoczone | 40:56,6 | + 1:12,0 |

### Sztafeta
| Miejsce | Reprezentacja     | Zawodnicy                                                             | Czas    | Strata   |
| ------- | ----------------- | --------------------------------------------------------------------- | ------- | -------- |
| 1       | Austria           | Michael Gruber Christoph Bieler Felix Gottwald Mario Stecher          | 49:42,6 | –        |
| 2       | Niemcy            | Björn Kircheisen Georg Hettich Ronny Ackermann Jens Gaiser            | 50:07,9 | + 15,3   |
| 3       | Finlandia         | Antti Kuisma Anssi Koivuranta Jaakko Tallus Hannu Manninen            | 50:19,4 | + 26,8   |
| 4       | Szwajcaria        | Ronny Heer Jan Schmid Andreas Hurschler Ivan Rieder                   | 51:14,9 | + 1:22,3 |
| 5       | Francja           | François Braud Ludovic Roux Jason Lamy Chappuis Nicolas Bal           | 51:24,6 | + 1:32,0 |
| 6       | Japonia           | Daito Takahashi Takashi Kitamura Norihito Kobayashi Yōsuke Hatakeyama | 51:36,0 | + 1:43,4 |
| 7       | Stany Zjednoczone | Johnny Spillane Carl Van Loan Bill Demong Todd Lodwick                | 51:52,5 | + 1:59,9 |
| 8       | Czechy            | Ladislav Rygl Pavel Churavý Aleš Vodseďálek Tomáš Slavík              | 53:58,5 | + 4:05,9 |